# Aulus Manlius Torquatus Atticus
Pour les articles homonymes, voir Manlius Torquatus.
Aulus Manlius Torquatus Atticus est un homme politique romain du IIIe siècle av. J.-C., fils de Titus Manlius Torquatus Atticus (consul en 299 av. J.-C.), et peut-être frère de Titus Manlius Torquatus (consul en 235 av. J.-C.). Le père d'Atticus et son frère aîné - nommés tous les deux Titus -sont inconnus, mais son grand-père - lui aussi nommé Titus - a été consul en 299 et est décédé pendant sa magistrature. Atticus a probablement été l'oncle de son quasi-contemporain Titus Manlius Torquatus. Comme  lui, il a été deux fois consul en 235 et 224, censeur en 231 et finalement dictateur en 208. Pline raconte que le consul précédent nommé Aulus Torquatus est mort en mangeant un gâteau. Cela a pu être Atticus, mais Friedrich Münzer préfère la version que cela a été le consul de 164, aussi nommé Aulus Torquatus. Le nom de famille Torquatus a été reçu premièrement par l'ancêtre d'Atticus, Titus Manlius Imperiosus, en 361 après sa victoire contre un gaulois dans un seul combat. Il a récupéré sa torque comme trophée. La torque est devenue un emblème de la famille. Ses membres la posaient avec orgueil  sur les monnaies qu'ils frappaient. Imperiosus Torquatus a été сonnu pour sa sévérité en tuant son propre fils après la désobéissance du dernier pendant une bataille,. Le surnom Atticus est une référence à Attica et démontre qu'il a été influencé par le Philhellenisme de plus en plus présent à Rome. Il a probablement atteint une bonne compétence en grec et l'a montré dans son nom. Plusieurs autres hommes politiques éminents ont adopté le surnom grec pendant l'existence de la Moyenne République, par exemple Quintus Publilius Philo ou Quintus Marcius Philippus. Le même surnom a été utilisé deux siècles plus tard par l'ami de Cicéron Titus Pomponius Atticus après sa résidence de longue durée à Athènes.

## Biographie
- En 247 av. J.-C., il est censeur.
- En 244 av. J.-C., il est consul.
- En 241 av. J.-C., il est consul pour la seconde fois. Il bat les Falisques qui se sont révoltés dans le Latium.Il confisque la moitié de leur territoire et détruit leur capitale Faléries. Ses habitants sont contraints de s'installer dans une nouvelle ville en plaine[9], ce qui lui rapporte un triomphe à Rome.

## Premier consulat
Atticus a été élu consul pour la première fois en 244 avec Gaius Sempronius Blaesus, plébéien, qui avait déjà été consul en 253. Atticus est décrit par Cassiodorus qui s'est appuyé sur Tite-Live pour sa liste de consuls en tant que consul précédent,. Marcus Fabius Buteo a été consul l'année précédente avec un autre Atilius, Gaius Bulbus et aurait pu jouer un certain rôle dans l'élection d'Atticus et Blaesius. On ne sait rien sur leur activité en tant que consuls. Apparemment, ils faisaient  leur service militaire en Sicile, où la plupart des opérations militaires de la première guerre punique avaient lieu cette année-là. Les deux colonies, Brundisium et Fregenae, ont été fondées pendant leur au cours de mandat,.

## Second consulat
Atticus a été élu consul pour la deuxième fois en 241, aux côtés d'un plébéien Quintus Lutatius Cerco. Le dernier a été le frère de Gaius Lutatius Catulus qui a gagné la Bataille des îles Egates juste avant la fin de son consulat le 10 mars 241 (les magistrats sont arrivés au pouvoir le 15 mars),. 
Cassiodorus et Eutropius (qui se basaient  aussi sur Live) racontent que Cerco a été "consul prior" et Atticus "consul postrerior", mais dans les Fastes Capitolins, Atticus a été déplacé à la première position,,. Les Fastes ont été créés sous le règne d'Auguste par le Collège de pontifes, dont les membres déplaçaient souvent leurs ancêtres à la première place pour renforcer le prestige de leur famille. C'était la politique soutenue par Auguste qui essayait de ranimer plusieurs familles des patriciens éminents, puisque le fait d'être élu "prior" faisait objet d'une grande fierté. Le pontife d'Auguste Aulus Manlius Torquatus a été responsable de la promotion d'Atticus dans les Fastes, aussi bien que plusieurs autres membres de sa famille,. Zonaras raconte que Catulus a conclu le premier accord avec Hamilcar juste après sa victoire , quelques jours avant la fin de son consulat, alors il aurait pu être celui qui a mis fin à  la guerre. Pourtant lui et Polybe ajoutent que "la population de Rome" a rejeté l'accord, alors son frère Cerco a négocié les termes plus sévères pour Carthage,. Adam Ziolkowski pense que c'est bien douteux et que l'opposition envers le premier accord aurait dû provenir d'un autre consul - Atticus - qui voulait continuer la guerre. Néanmoins, Atticus devait céder et accepter la paix, mais avec cela il a obtenu de nouvelles conditions dans le nouveau accord,,. Ce compromis aurait pu être considéré comme trop indulgent envers Carthage par un groupe au sénat, c'est pourquoi Rome a récupéré la Sardaigne quelques années plus tard. Le consulat de Cerco et d'Atticus a été marqué par les désastres naturels à Rome qui, d'après Orose, "ont presque détruit la ville". Il ajoute que le fleuve Tibre a débordé en détruisant tous les bâtiments se trouvant sur la plaine. Cette inondation s'est avérée particulièrement dévastatrice parce qu'à cette époque-là, la plupart des bâtiments ont été construits de bois et d'argile qui sont fragiles en cas de leur contact avec l'eau. Un grand incendie a aussi ravagé le Temple de Vesta et la majeure partie autour du Forum. Le Pontifex Maximus - Lucius Caecilius Metellus - est presque mort dans la tentative de sauver le palladium du temple en flammes. Les auteurs anciens disent que les Faliscans (le peuple italique habitant en Etrurie du Sud) se sont révoltés pour profiter de la situation,,. La vraie cause est peut-être l'expiration du traité de 50 ans conclu en 293. E.S. Staveley considère même que cette guerre faisait partie de la stratégie intentionnelle de Rome qui consistait à renforcer le contrôle sur l’Etrurie. Il note que les censeurs de 241 ont construit Via Aurélia qui se dirigeait au nord de Rome à Pise et ont fondé les colonies dans les environs.